# Аллан К'ямбадде
Аллан К'ямбадде (англ. Allan Kyambadde, нар. 15 січня 1996, Кампала) — угандійський футболіст, півзахисник єгипетського клубу «Ель-Гуна» і національної збірної Уганди.

## Клубна кар'єра
У дорослому футболі дебютував 2012 року виступами за команду «Експресс», у якій провів два сезони. 
Згодом також грав за «Вайперс», «Віллу» і «Кампала Сіті Каунсіл». 
2019 року став гравцем єгипетського клубу «Ель-Гуна».

## Виступи за збірну
2014 року дебютував в офіційних матчах у складі національної збірної Уганди.
У складі збірної був учасником Кубка африканських націй 2019 року в Єгипті, де взяв участь в усіх чотирьох матчах своєї команди, яка припинила боротьбу на стадії 1/8 фіналу.